# Amphineurus senex
Amphineurus (Amphineurus) senex là một loài ruồi trong họ Limoniidae. Chúng phân bố ở miền Australasia.